# بيير لويغي سيمونيتي
بيير لويغي سيمونيتي (بالإيطالية: Pier Luigi Simonetti)‏ هو لاعب كرة قدم إيطالي في مركز الوسط، ولد في 4 يناير 2001 في روما في إيطاليا.

## وصلات خارجية
- بيير لويغي سيمونيتي على موقع قاعدة بيانات كرة القدم.إي يو (الإنجليزية)
- بيير لويغي سيمونيتي على موقع Soccerway.com (الإنجليزية)
- بيير لويغي سيمونيتي على موقع عالم كرة القدم.نت (الإنجليزية)